# Institut für Wirkstofforschung

Hauptlaborgebäude des IWF in Berlin-Friedrichsfelde

Das Institut für Wirkstofforschung (IWF) war ein außeruniversitäres Forschungsinstitut der Akademie der Wissenschaften der DDR (AdW). Es bestand von Januar 1976 bis Dezember 1991 und hatte seinen Sitz in Berlin-Friedrichsfelde in der Alfred-Kowalke-Straße 4. Mit rund 230 Mitarbeitern zum Ende seines Bestehens zählte es zu den biomedizinisch ausgerichteten Akademieinstituten. Direktor des Instituts von der Gründung bis zur Auflösung war der Pharmakologe Peter Oehme. Das Institut war Teil des Forschungszentrums für Molekularbiologie und Medizin der AdW.

## Entstehungsgeschichte
Die historischen Wurzeln des Institutes für Wirkstoffforschung (IWF) lagen auf dem Berlin-Bucher Medizincampus – in dem von Friedrich Jung geleiteten Institut für Pharmakologie der Akademie der Wissenschaften der DDR (AdW). In diesem Institut leitete der Pharmakologe Peter Oehme die peptidpharmakologische Arbeitsgruppe und war seit 1968 zugleich stellvertretender Institutsdirektor. Sein erklärtes Konzept war der Aufbau einer modernen interdisziplinären Wirkstoffforschung.
Da hierfür auf dem Berlin-Bucher Campus keine Entwicklungsmöglichkeiten existierten, insbesondere durch die räumliche Enge, zogen 1971 die Peptidpharmakologie und die Peptidchemie des pharmakologischen Institutes auf ein Akademiegelände in Berlin-Friedrichsfelde. Nach einer kurzen Interimsphase als „Territorialkomplex Berlin-Friedrichsfelde“ und als „Außenbereich“ des 1972 in Berlin-Buch gegründeten „AdW-Zentralinstitutes für Molekularbiologie“ wurde hier zum 1. Januar 1976 das „Institut für Wirkstoffforschung (IWF)“ der AdW gegründet. Gründungsdirektor war der genannte Pharmakologe Peter Oehme. Dieser leitete das Institut bis zu seiner Schließung Ende 1991.
Zeitgleich mit dem IWF wurde auf dem Akademiegelände das „Institut für pharmakologische Forschung (IPhF)“ des „Pharmazeutischen Kombinates Germed“ unter Leitung des Professors Erhard Göres, ebenfalls ein akademischer Schüler von Friedrich Jung, aufgebaut. Beide Institute arbeiteten eng in dem Akademie-Industrie-Komplex (AIK) „Arzneimittelforschung“ zusammen.

## Forschungen
Das wissenschaftliche Spektrum des IWF war umfangreich. Es reichte von neuen Methoden zum Auffinden allgemeiner Beziehungen zwischen Struktur und chemischen Eigenschaften eines Moleküls mit seiner biologischen Wirksamkeit, zellzüchterischen und zellpharmakologischen Untersuchungen incl. Alternativen zum Tierversuch, peptidchemischen, organisch-synthetischen und biopharmazeutischen Arbeiten bis hin zu einer vielschichtigen ZNS-, Herz-Kreislauf- und Immunpharmakologie. Der Direktor des Instituts leitete eine Forschungsabteilung mit dem Schwerpunkt Regulationspharmakologie. Die Ergebnisse des IWF reichten von der Grundlagenforschung bis hin zur Mitwirkung an der Entwicklung von Peptidarzneimitteln für die medizinische Diagnostik und Therapie sowie von Arzneimitteln insbesondere gegen Herz-Kreislauf-Erkrankungen.
Zum Zeitpunkt des 10-jährigen Institutsjubiläums 1986 hatte das IWF 240 Mitarbeiter, davon 90 Wissenschaftler. Damit gehörte es zu den kleineren AdW-Instituten. Bis zu diesem Zeitpunkt wurden mehr als 600 wissenschaftliche Arbeiten, einschließlich Monographien und Monographiebeiträge publiziert. 160 Ergebnisse wurden zu Patenten angemeldet. International war das Institut anerkannt, in einer Reihe internationaler Gremien verankert sowie Mitveranstalter internationaler Tagungen. Die leitenden wissenschaftlichen Mitarbeiter waren zu dieser Zeit: Klaus-Dieter Jentzsch (Zellpharmakologie), Hartmut Niedrich (Peptidchemie/Arzneimittelchemie), Burkhard Mehlis (Biopharmazie/Analytik), Rainer Franke (theoretische Molekularpharmakologie), Hans Löwe (Herz-Kreislauf-Pharmakologie). Eine detaillierte wissenschaftliche Übersicht findet sich in der Jubiläumsbroschüre 1976–1986.
Wissenschaftlicher Schwerpunkt des IWF war die interdisziplinäre Peptidforschung. Dabei spielten die Untersuchungen zu dem Neuropeptid Substanz P (SP) eine wesentliche Rolle. Gemeinsam mit der Gruppe des Physiologen Karl Hecht wurde für SP ein Antistresseffekt beschrieben, der Wirkungsmechanismus untersucht und ein allgemeines Modell zur adaptiven Wirkung regulatorischer Peptide entwickelt. Darüber hinaus wurden die Beziehungen zwischen Stress und SP zur Suchtentstehung untersucht. Über viele Jahre war Peter Oehme Mitveranstalter der internationalen Substanz P-Symposien.
Bis zur deutschen Einheit entwickelte sich das IWF zu einem international anerkannten Forschungsinstitut mit umfangreichen Kooperationen nach Ost und West. Hinzu kam die enge Zusammenarbeit mit klinischen Einrichtungen und der pharmazeutischen Industrie. In den offiziellen Evaluierungsergebnissen des Wissenschaftsrates der Bundesrepublik hieß es 1991: Das IWF „ist ein geglücktes Beispiel interdisziplinärer Forschung“ mit „mehreren zukunftsorientierten Forschungsansätzen“. Es folgte die Empfehlung: „... aus dem IWF eine Einrichtung für molekulare Pharmakologie zu gründen, die die Arbeiten auf Adaptationsprozesse mit dem Fernziel Suchtforschung orientiert“. Trotz dieser positiven Evaluierung wurde das IWF, wie alle AdW-Institute, zum 31. Dezember 1991 geschlossen. Nachfolgend entstand aus dem Institut das zur Leibniz-Gemeinschaft gehörende Forschungsinstitut für Molekulare Pharmakologie.
Die Gründung des Forschungsinstitutes für Molekulare Pharmakologie (FMP) erfolgte als Neugründung zum 1. Januar 1992. Das FMP verblieb zunächst am Standort Berlin-Friedrichsfelde und hatte eine Reihe schwieriger Jahre zu meistern. 1996 erfolgte mit der Berufung des Gießener Pharmakologen Walter Rosenthal eine Stabilisierung. Im Jahre 2000 bezog das FMP einen modernen Neubau auf dem Campus Berlin-Buch in der Nähe des Max-Delbrück-Centrums für Molekulare Medizin (MDC) beziehen. Damit hatte sich für die 1971 aus dem Bucher Campus „ausgezogenen“ Pharmakologen und Peptidchemiker ein historischer Kreis geschlossen.
Wichtige Forschungsschwerpunkte am IWF waren also die Peptid- und Adaptationsforschung, die aus dem Zentralinstitut für Molekularbiologie in Berlin-Buch hervorgingen, sowie die Pharmakologie des Herz-Kreislauf-Systems und die medizinische Chemie. Zu den vom Institut herausgegebenen Veröffentlichungen zählte die im Berliner Akademie-Verlag erschienene Schriftenreihe Beiträge zur Wirkstofforschung.